# Opsariichthys hieni
Opsariichthys hieni är en fiskart som beskrevs av Nguyen, 1987. Opsariichthys hieni ingår i släktet Opsariichthys och familjen karpfiskar. IUCN kategoriserar arten globalt som otillräckligt studerad. Inga underarter finns listade i Catalogue of Life.